# Ąžuolaičiai
Ąžuolaičiai är en ort i Litauen. Den ligger i den centrala delen av landet, 120 km nordväst om huvudstaden Vilnius. Ąžuolaičiai ligger 57 meter över havet och antalet invånare är 190.
Terrängen runt Ąžuolaičiai är platt. Runt Ąžuolaičiai är det ganska glesbefolkat, med 42 invånare per kvadratkilometer. Närmaste större samhälle är Kėdainiai, 10,2 km sydost om Ąžuolaičiai. Omgivningarna runt Ąžuolaičiai är en mosaik av jordbruksmark och naturlig växtlighet.